# Provo (Vladimirci)
Pour les articles homonymes, voir Provo.
Provo (en serbe cyrillique : Прово) est une localité de Serbie située dans la municipalité de Vladimirci, district de Mačva. Au recensement de 2011, elle comptait 2 027 habitants.
Provo est officiellement classée parmi les villages de Serbie.

## Démographie

### Évolution historique de la population
| 1948  | 1953  | 1961  | 1971  | 1981  | 1991  | 2002  | 2011  |
| ----- | ----- | ----- | ----- | ----- | ----- | ----- | ----- |
| 3 240 | 3 438 | 3 253 | 3 130 | 2 984 | 2 721 | 2 355 | 2 027 |

|  |